# Acuclavella sheari
Acuclavella sheari es una especie de arácnido del género Acuclavella, familia Ischyropsalididae. Fue descrita científicamente por Richart and Hedin en 2013.
Especie nativa de los Estados Unidos, habita en América del Norte.